# Benjamin Kračun
Benjamin Kračun (* Mai 1981) ist ein britischer Kameramann.

## Leben
Benjamin Kračun wurde 1981 als Sohn eines kroatischen Vaters und einer deutschen Mutter in Schottland geboren. Er wuchs in der Grafschaft Dumfriesshire auf.
Kračun schloss sein Studium in Fotografie, Film und Imaging an der Edinburgh Napier University 2004 mit einem Bachelor of Arts ab. Sein Abschlussfilm Return wurde auf dem Edinburgh International Film Festival 2004 gezeigt. Von 2006 bis 2008 studierte Kračun Kamera an der National Film and Television School in Beaconsfield und erlangte dort seinen Master of Arts.
Parallel zu seinem Studium filmte er zahlreiche Kurzfilme. Bei Plane Days (2008) übernahm er gemeinsam mit Ewan McNicol auch die Regie des Films. Der Film lief bei den Internationalen Kurzfilmtagen Oberhausen 2009 im Internationalen Wettbewerb.
2011 übernahm Kračun die Kameraarbeit für Cosima Spenders Dokumentarfilm Without Gorky. Im Jahr darauf filmte er mit Tom Shkolniks Drama The Comedian erstmalig einen Langfilm. Danach folgten Arbeiten für Paul Wrights Drama For Those in Peril (2013), Gerard Johnsons Drama Hyena (2014), Louise Osmonds Dokumentarfilm Dark Horse  (2015), Michael Pearces Psychothriller Beast (2017) und Brian Welshs Rave-Drama Beats. Für Beats wurde Kračun bei den British Independent Film Awards 2019 mit dem Preis für die Beste Kamera ausgezeichnet.
2020 filmte Kračun Emerald Fennells vielbeachteten Rache-Thriller Promising Young Woman. Für Coralie Fargeat filmte Kračun 2024 den Body-Horrorfilm The Substance, was ihm beim Europäischen Filmpreis 2024 die Auszeichnung für die Beste Kamera einbrachte.
Kračun ist Mitglied der British Society of Cinematographers.

## Filmografie
- 2011: Without Gorky (Dokumentarfilm)
- 2012: The Comedian
- 2013: For Those in Peril
- 2014: Hyena
- 2014: Glasgow Girls (Fernsehfilm)
- 2015: Dark Horse (Dokumentarfilm)
- 2016: Murder (Miniserie, 1 Episode)
- 2016: The Tunnel – Mord kennt keine Grenzen (The Tunnel, Fernsehserie, 1 Episode)
- 2017: Beast
- 2019: Beats
- 2019: Monsoon
- 2019: Dublin Murders (Fernsehserie, 2 Episoden)
- 2020: Promising Young Woman
- 2020: The Third Day (Fernsehserie, 3 Episoden)
- 2021: Encounter
- 2024: The Substance